# Association médicale canadienne
L’Association médicale canadienne (AMC) est une association nationale à participation volontaire qui réunit des médecins et des apprenants en médecine pour intervenir dans des dossiers de santé à l’échelle nationale. Son nouveau plan stratégique définit son mandat principal, qui consiste à susciter des changements positifs dans les soins de santé en défendant des enjeux clés de la santé auxquels font face les médecins et leurs patients.
Le Journal de l’Association médicale canadienne (souvent appelé JAMC) est une revue scientifique évaluée par un comité de lecture composé de chercheurs-pairs qui publie des recherches cliniques originales, des commentaires, des analyses et des critiques sur des sujets cliniques, ainsi que des actualités dans le domaine de la santé et des mises à jour sur la pratique médicale.

## Effectifs
L’AMC compte plus de 75 000 membres et est la plus importante association de médecins au Canada. Elle réunit des médecins et des apprenants en médecine. L’AMC représente les médecins du Canada tout au long de leur vie professionnelle, depuis la faculté de médecine jusqu’à la retraite, en passant par la résidence et la pratique médicale.

## Histoire
En 1844, le Dr Joseph Painchaud et d’autres médecins du Québec souhaitaient trouver des façons d’aider les médecins et, après leur décès, leurs veuves et leurs orphelins.
Le premier président de l’AMC a été sir Charles Tupper, premier ministre de la Nouvelle-Écosse, qui a mené cette province à la Confédération et qui est devenu plus tard premier ministre du Canada. La constitution de l’AMC a été profondément enracinée dans ses origines écossaises, les trois premiers présidents de l’Association ayant obtenu leur diplôme de la Faculté de médecine d’Édimbourg.
L’un des principes fondateurs de l’AMC, en 1867, était d’« améliorer la santé publique et de prévenir les maladies et les handicaps », objectif qui demeure aujourd’hui.
La jeune association a connu beaucoup d’écueils au cours de ses 25 premières années, car la participation aux assemblées était faible. Il y a même eu un avis de motion en 1894 visant à la démanteler.
En 1911, le Montreal Medical Journal a été repris pour devenir le Journal de l’AMC.
En 1921, l’AMC s’est réorganisée et a nommé son premier secrétaire général permanent, le Dr T. C. Routley. L’Association est également devenue plus stable financièrement en recueillant des fonds au moyen d’une émission d’obligations.
Au fil des ans, l’AMC et ses membres médecins ont contribué à améliorer la santé et la sécurité de la population canadienne. Ils ont défendu les intérêts des patients et sensibilisé le public afin de contenir les effets d’éclosions de maladies, comme la grippe espagnole de 1918, le SRAS en 2002 et la pandémie de grippe H1N1 en 2009-2010.
L’AMC a joué un rôle déterminant dans la promotion de la sensibilisation au cancer et au traitement du celui-ci et a créé la Société canadienne du cancer (SCC). L’Association a fourni la majeure partie des fonds pour les premières années de la SCC en fonction des intérêts générés par les contributions publiques à un fonds créé en l’honneur du jubilé d’argent du roi George V.
Depuis les années 1950, l’AMC met le public en garde contre le tabagisme. Elle a lutté avec succès contre la promotion du tabac et a préconisé l’adoption de nouvelles lois de réduction du tabagisme et de la consommation d’autres produits du tabac chez les Canadiennes et les Canadiens.
L’AMC a joué un rôle important dans la législation sur l’aide médicale à mourir, l’un des enjeux les plus complexes et les plus difficiles sur le plan éthique auxquels font face les médecins du Canada. L’AMC appuie ses membres dans l’exercice de leur liberté de conscience, qu’ils et qu’elles choisissent ou non de fournir une aide médicale à mourir.
L’AMC a aussi joué un rôle central dans la création du Régime enregistré d’épargne-retraite en 1957 comme outil visant à assurer la sécurité financière de ses membres à la retraite. La société a été vendue à la Banque Scotia en 2018, et la vente est assortie d’une entente de collaboration de 10 ans.
En 2018, l’AMC a mis fin à son adhésion à l’Association médicale mondiale (AMM) pour protester contre la présence d’éléments plagiés dans le discours du nouveau président de l’AMM,.

## Représentation
En tant qu’association nationale de médecins et d’apprenants en médecine, l’AMC intervient souvent pour défendre des dossiers clés touchant la santé qui importent à ses membres et à la population canadienne. Pour l’élaboration de ses positions, elle effectue des consultations au moyen d’assemblées publiques locales, de sondages auprès de ses membres et d’étude des recherches scientifiques pertinentes. Elle sollicite également les commentaires des associations médicales provinciales et territoriales, de plus de 60 organismes affiliés et associés et groupes d’intervenants.

### Élections fédérales de 2019
Pour les élections fédérales de 2019, l’AMC s’efforce de faire de la santé et des soins de santé un enjeu électoral clé. Sa campagne en vue des élections se concentre sur six enjeux prioritaires qui ont été validés par de vastes consultations tenues plus tôt cette année :
- Accès aux soins : Un système de santé très performant et accessible à toute la population canadienne repose sur un système de soins primaires robuste et un effectif stable.
- Soins aux aînés : Le système de santé canadien actuel ne répond pas aux besoins de la population vieillissante. L’AMC demande un plan national qui aborderait tous les aspects des soins aux aînés, notamment les soins de longue durée, les soins palliatifs et les soins à domicile.
- Soins virtuels : Les innovations dans le domaine numérique qui ont été adoptées à grande échelle ont amélioré de nombreux aspects de notre vie, sauf notre système de santé public. Voilà un modèle qui n’a pas vraiment évolué depuis des décennies.
- Changements climatiques et santé : Les effets des changements climatiques sur la santé de la population canadienne sont réels et sont appelés à empirer.
- Assurance médicaments : Le Canada est le seul pays au monde où le régime universel public de soins de santé ne couvre pas les médicaments d’ordonnance.
- Santé mentale chez les jeunes : Un accès opportun et abordable aux soins de santé mentale et aux services de traitement de la toxicomanie s’impose depuis longtemps pour les jeunes.

### Aide médicale à mourir
En 2015, la Cour suprême du Canada, dans une décision unanime, a invalidé l’interdiction absolue de l’aide médicale à mourir prévue dans le Code criminel. Vu cette décision, l’AMC a entrepris d’élaborer des principes fondamentaux pour l’aide médicale à mourir afin d’orienter les discussions avec ses membres et avec le gouvernement fédéral sur la façon d’assurer la dignité des patients et de défendre les droits des patients et des médecins. Dans le cadre des consultations qui ont suivi, l’Association a présenté des exposés et des mémoires au Comité externe fédéral sur les options de réponse législative à Carter c. Canada, au Comité permanent de la justice et des droits de la personne de la Chambre des communes et à Santé Canada.
L’AMC continue de collaborer avec le gouvernement pour régler les questions en suspens, notamment celles de l’aide médicale à mourir dans le cas des mineurs matures et des personnes qui ont une maladie mentale comme seul problème de santé sous-jacent.

### Campagnes de mobilisation du public
En 2015, l’AMC a entrepris ses premiers grands efforts de mobilisation du public. Comme des élections fédérales avaient lieu cette année-là, l’AMC a saisi l’occasion d’harmoniser ses positions avec celles de la population sur une question qui préoccupe autant le public que les médecins. C’est ainsi qu’est née l’initiative Exigeons un plan.
L’initiative Exigeons un plan est une campagne publique menée par l’AMC dans le but de faire en sorte que tous les ordres de gouvernement unissent leurs efforts pour l’élaboration d’une stratégie nationale intégrée sur les aînés. Plus de 74 000 personnes se sont inscrites à l’appui de la campagne.
Dans un rapport publié en mars 2018, le Comité permanent des ressources humaines, du développement des compétences, du développement social et de la condition des personnes handicapées a adopté bon nombre des recommandations formulées l’année précédente par l’AMC sur les façons de mieux servir les aînés en améliorant le logement, la sécurité du revenu et la qualité de vie.
Le succès de la campagne Exigeons un plan a déclenché une nouvelle ère de mobilisation publique à l’AMC. Reconnaissant qu’il y a beaucoup d’autres enjeux autour desquels il faut se rallier, l’AMC a lancé une deuxième plateforme de mobilisation publique appelée Santénelles de l’AMC. Cette plateforme est conçue pour rassembler les Canadiennes et les Canadiens autour d’un objectif commun, soit l’amélioration des soins de santé. Elle leur permet de communiquer avec leurs politiciens locaux pour leur faire connaître leur vécu face à la santé et aux soins de santé. Au cours de l’élection fédérale de 2019, le programme Santénelles de l’AMC suivra les promesses de chaque parti et créera des occasions pour ses membres et le public de manifester leur appui.

### Choisir avec soin
L’initiative Choisir avec soin a été lancée par la Dre Wendy Levinson en 2014 en partenariat avec l’AMC afin d’aider les médecins et les patients à réduire le nombre d’examens, de traitements et d’interventions inutiles tout en assurant la grande qualité des soins. Au cœur de la campagne se trouvent les listes élaborées par plus de 45 sociétés de spécialistes pour encourager l'esprit critique qui permettra d'éviter les examens et interventions inutiles et potentiellement nuisibles. Le Groupe consultatif sur l'innovation des soisnde santé du gouvernment fédéral a exhorté les gouvernements de toutes les provinces et de tous les territoires à appuyer cette initiatives

### Médicaments: assurance médicaments, opioïdes et cannabis
L’AMC est d’avis que les Canadiennes et les Canadiens doivent avoir accès à des produits pharmaceutiques médicalement nécessaires qui sont sécuritaires, efficaces, disponibles au moment voulu et à des prix raisonnables.
L’AMC est membre actif de la Collaboration pancanadienne relative à l’éducation pour la prescription améliorée des opioïdes, présidée par le Collège des médecins de famille du Canada. L'AMC estime que les opioïdes sont importants pour gérer la douleur, mais qu'il faut les prescrire en tenant compte des données probantes et après avoir effectué une évaluation attentive, et que le suivi des patients s'impose. L'AMC a approuvé les lignes directrices sur les opioïdes formulées par la Collaboration initialement publiées par le JAMC et misses à jour en 2017 par le Centre national de la douleur Michael G. DeGroote de l'Universiét McMaster.
L’AMC a cerné les risques possibles de la consommation de cannabis et les a abordés dans des mémoires présentés à des comités permanents de la Chambre des communes,,.Après l'adoption de la Loi sur le cannabis, l'Association a fourni des conseils au gouvernement fédéral sur un cadre réglementaire visant à protéger les enfants et les jeunes.

### Santé et technologie
Les progrès technologiques pourraient combler des distances géographiques entre les médecins et les patients, réduisant ainsi les temps d’attente et les coûts des soins de santé. Les technologies comme la réalité virtuelle, l’intelligence artificielle et la robotique sont très prometteuses à cet égard, en particulier pour un pays comme le Canada où de nombreuses collectivités éloignées sont réparties sur un vaste territoire.
Au début de 2019, l’AMC a lancé un Groupe de travail sur les soins virtuels aux côtés du Collège royal des médecins et chirurgiens du Canada et du Collège des médecins de famille du Canada afin d’explorer les obstacles qui nuisent à la mise en œuvre efficace des soins virtuels dans le système de santé du pays. Les recommandations sont attendues au début de 2020.

### Santé et bien-être des médecins
La santé et le bien-être des médecins sont devenus une priorité essentielle de l’AMC. En 2018, un rapport national publié par l’AMC a montré que même si les médecins affichent un degré de résilience élevé, les taux d’épuisement professionnel et de dépression sont eux aussi élevés, particulièrement chez les médecins résidents et les femmes médecins.
Pour mieux intervenir face à cette question de plus en plus préoccupante, l’AMC s’est dotée d’un service Santé et bien-être des médecins dirigé par la Dre Caroline Gérin-Lajoie. Une analyse contextuelle est en cours pour mieux cerner les principaux problèmes et les solutions possibles.

## Associations médicales provinciales et territoriales
- Doctors of BC
- Association médicale de l’Alberta
- Association médicale de la Saskatchewan
- Doctors Manitoba
- Association médicale de l’Ontario
- Société médicale du Nouveau-Brunswick
- Doctors Nova Scotia
- Société médicale de l’Île-du-Prince-Édouard
- Association médicale de Terre-Neuve-et-Labrador
- Association médicale des Territoires du Nord-Ouest
- Association médicale du Yukon

## Structure organisationnelle
Le Conseil d’administration (CA) de l’AMC, dont les membres sont élus, sera réduit à 19 membres[Quand ?]. Le conseil réunit des représentants des médecins, des médecins résidents et des étudiants. Autorité exécutive de l’AMC, le CA se réunit quatre fois par année et est responsable de l’orientation stratégique.
En 2018, l’Association a lancé l’initiative Voix des patients à l’AMC, un groupe de 12 personnes qui apportent le point de vue des patients au travail de l’AMC.
Un sommet sur la santé auquel participe un large éventail de professionnels de la médecine et de la santé ainsi que des représentants des patients a lieu chaque année pour diffuser les résultats de nouvelles recherches, de l’information et des innovations et pour débattre des enjeux auxquels font face la communauté médicale et les utilisateurs des services médicaux.
Une assemblée générale annuelle est tenue pour examiner les états financiers et d’autres questions organisationnelles de l’AMC. De plus, l’Association réunit chaque année un Conseil général de ses membres pour discuter de questions de politique.

### Sociétés apparentées
La filiale Joule de l’AMC a été créée le 1er septembre 2014. Joule offre de la formation continue aux médecins, des moyens d’accéder à l’information médicale en ligne, des ressources d’information clinique et des résumés des plus récentes données cliniques. Le JAMC est publié par Joule. Le programme de subventions de Joule finance les innovations des membres de l’AMC qui sont prometteuses pour l’avancement des soins de santé.
La Fondation AMC a été lancée en 2017 pour appuyer les organismes de bienfaisance qui font progresser les soins de santé.

## Prix de l’AMC
Chaque année, l’AMC lance un appel à candidatures pour ses prix, qui sont remis à l’occasion de l’Assemblée annuelle, en août :
- Le Prix d’honneur Owen-Adams, la plus haute distinction que l’AMC puisse conférer à une personne n’appartenant pas au corps médical.
- La Médaille de service, décernée à un membre de l’AMC qui a apporté des contributions exceptionnelles au progrès des soins de santé.
- Le Prix F.N.G.-Starr, la plus haute distinction que l’AMC puisse décerner à l’un de ses membres, en reconnaissance des réalisations qui revêtent un caractère exceptionnel et inspirant durant toute une vie.
- Le Prix May-Cohen pour femmes mentores, décerné à une femme médecin membre de l’AMC qui a fait preuve d’un mentorat exceptionnel.
- Le Prix Sir-Charles-Tupper d’action politique, décerné à un membre de l’AMC qui a récemment fait preuve de leadership, d’engagement et de détermination à promouvoir les objectifs et les politiques de l’AMC par ses activités de représentation sur la scène locale.
- Le Prix de leadership pour jeunes chefs de file, décerné à un maximum de six membres de l’AMC (deux étudiants, deux médecins résidents et deux médecins en début de carrière) pour leur dévouement, leur leadership et leur engagement dans le domaine politique, clinique ou pédagogique ou dans le secteur de la recherche ou des services communautaires.
- Le Prix Dr-William-Marsden d’éthique médicale et de professionnalisme, décerné à un membre pour l’avancement et la promotion de l’excellence dans le domaine de l’éthique ou du professionnalisme en médecine au Canada.
- La Médaille commémorative John-McCrae, décernée à des personnes qui font ou ont fait partie du personnel clinique des Services de santé des Forces canadiennes, en reconnaissance d’un service exemplaire.
- Le Prix de leadership Dr-Brian-Brodie pour les apprenants en médecine, remis à un étudiant et à un médecin résident qui font preuve d’un leadership exemplaire.